# Cordillera Apolobamba

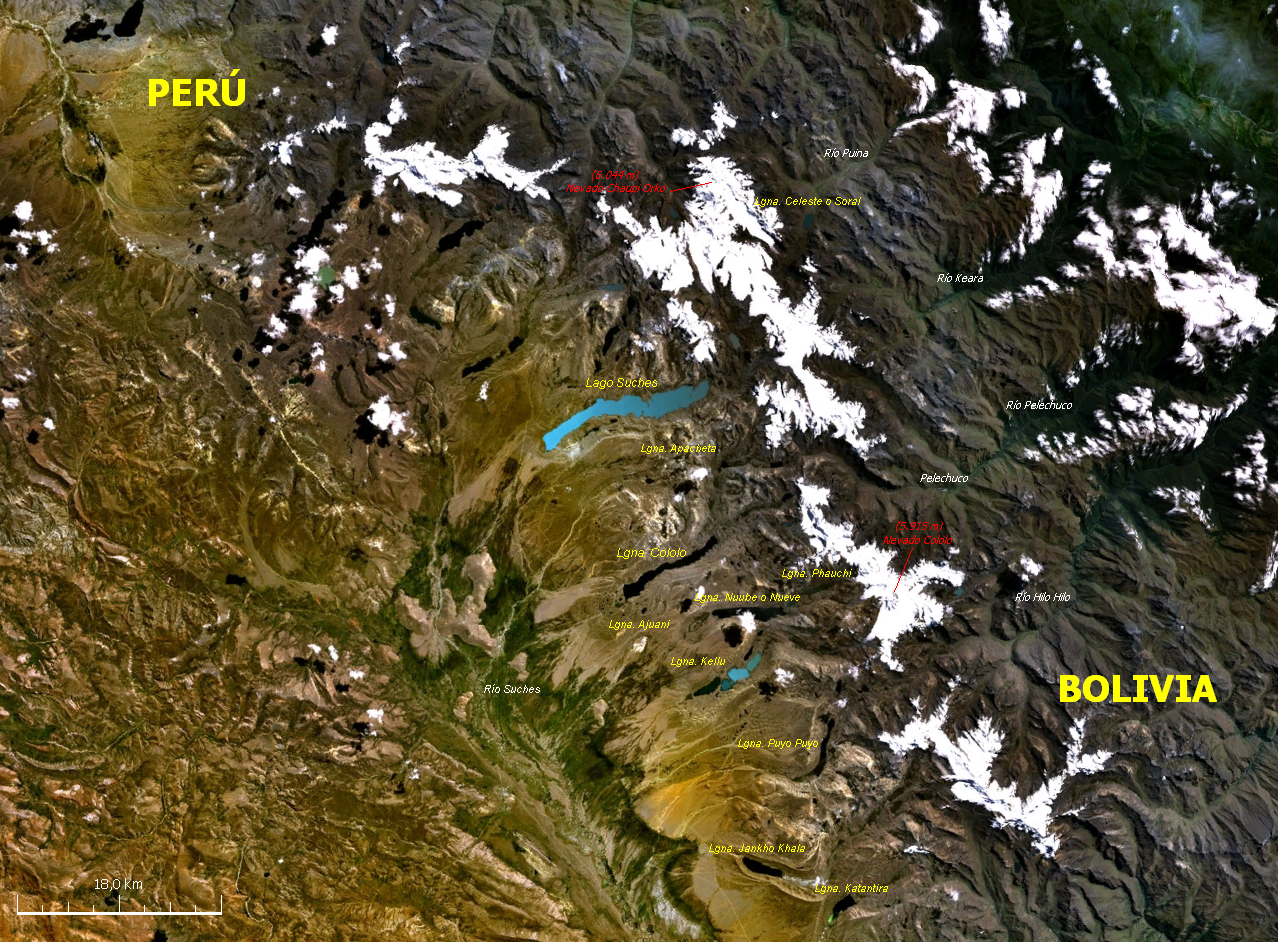
Satellitenbild mit den vergletscherten Gebirgsmassiven der Cordillera Apolobamba

Die Cordillera Apolobamba ist ein Gebirgszug im Grenzgebiet von Bolivien und Peru. Sie erstreckt sich über eine Fläche von etwa 2180 Quadratkilometern in der Region Puno in Peru und dem bolivianischen Departamento La Paz. Die höheren Berge sind zum Teil stark vergletschert und von stark alpinem Charakter. Hauptorte im weiter östlich gelegenen Apolobambagebiet sind das namensgebende Apolo, Pelechuco, Charazani und auf einer Höhe von 3800 m Curva, der Hauptort des Kallawaya-Volkes; im westlichen Teil des Gebirgszuges liegt auf 5100 m Höhe die peruanische Stadt La Rinconada.

## Lage
Die Cordillera Apolobamba ist Teil der Ostkordillere der Anden. Sie befindet sich etwa 70 km nördlich des Titicacasees. Der Gebirgszug hat eine Länge von etwa 100 km, davon 35 km in Peru. Er verläuft im Norden in West-Ost-Richtung, im Süden in NNW-SSO-Richtung. Die Cordillera Apolobamba umfasst vier vergletscherte Bergmassive. Entlang der Südostflanke befinden sich mehrere Gletscherrandseen, darunter die Laguna Rinconada und die Laguna Suches. Das Gebirge rahmt das Altiplano nach Nordosten ein. Nördlich und östlich des Gebirgszugs verlaufen niedrigere Gebirgskämme der Ostkordillere. Die Südostflanke der Cordillera Apolobamba wird zum Titicacasee hin entwässert. Die Nordflanke wird von den Flüssen Río Inambari und Río Tambopata, die Ostflanke vom Río Tuichi, einem Zufluss des Río Beni, entwässert. Der äußerste Süden des Gebirgszugs wird vom Río Camata, einem linken Nebenfluss des Río Mapiri, entwässert. Die Cordillera Apolobamba findet im Süden ihre Fortsetzung in der bolivianischen Cordillera Real.

## Berge und Gipfel
Im Folgenden eine Liste von Bergen und Gipfeln in der Cordillera Apolobamba:
| Name (hispanisiert)      | Name (Quechua)    | Höhe in m |                            | Distrikte, Municipios |
| ------------------------ | ----------------- | --------- | -------------------------- | --------------------- |
| Chaupi Orco (Nordgipfel) | Chawpi Urqu       | 6044      | -14.634045 -69.228555 6044 | Pelechuco, Sina       |
| Cololo                   | Qala Phusa        | 5916      | -14.887222 -69.115 5916    | Pelechuco             |
| Ananea Grande / Callijon | Hatun Ananiya     | 5852      | -14.612643 -69.379851 5852 | Ananea                |
| Palomani                 | Palumani          | 5730      | -14.716707 -69.24188 5730  | Ananea, Pelechuco     |
| Nubi                     | Nuwi              | 5710      | -14.847564 -69.152953 5710 | Pelechuco             |
| Canisaya                 | Kanisaya          | 5706      | -14.995711 -69.060065 5706 | Curva, Pelechuco      |
| Cuchillo                 | K'uchillu         | 5655      | -15.011915 -69.042554 5655 | Curva, Pelechuco      |
| Katantica                | Chawpi Qhatantika | 5630      | -14.773217 -69.163324 5630 | Pelechuco             |
| Nacaria                  | Ñakariya          | 5409      | -14.605345 -69.50861 5409  | Ananea, Cuyocuyo      |

## Klima
Das Klima im Apolobambagebiet ist durch die große Höhe geprägt und eher kühl. In der winterlichen Trockenzeit ist es tagsüber fast durchgehend sonnig. Die Sonneneinstrahlung ist sehr stark und erwärmt die Luft auf bis zu 20 Grad. Durch die fehlende Wolkendecke und die Höhenlage sind die Nächte sehr kalt mit nicht selten zweistelligen Minusgraden. In der Regenzeit sind die Nächte weniger kalt und die Tage durch die nachmittägliche Bewölkung weniger warm. Die Jahresdurchschnittstemperatur im Hochland liegt bei 4,5 Grad Celsius. Die jährliche Niederschlagsmengen liegen, je nach Höhenlage, Sonnenexposition und der Lage zu benachbarten Gebirgszügen, zwischen 300 und 1900 mm.

## Flora
Im Gesamtgebiet der Cordillera Apolobamba sind 807 verschiedene Pflanzenarten registriert, Schätzungen gehen von etwa 1500 Spezies aus. Die hochandine Vegetation besteht vor allem aus harten Moosen, den Bofedales und dem harten und stechenden Ichu-Gras (Jarava ichu). Bis auf fast 5000 Meter Höhe hinauf kann der Queñua-Baum wachsen, der in den Anden sehr selten geworden ist. Im Nebelwald und den Übergangsgebieten zum tropischen Regenwald sind fast alle erdenklichen Pflanzenformen vertreten.

## Fauna
Die Cordillera Apolobamba beherbergt zwar die höchste Condordichte Boliviens, trotzdem bekommt man die großen Aasfresser selten zu Gesicht. Auch der Puma ist zwar noch in den Punaregionen anzutreffen, wird aber wegen seiner Scheu ebenfalls nur sehr selten angetroffen. Deutlich öfter ist der Andenfuchs zu sehen, noch häufiger die hasenartigen Viscachas, welche sich zumeist zwischen Steinen verstecken. Die domestizierten Llamas und Alpakas sind fast auf jeder geeigneten Hochfläche zu finden. Sehr häufig bekommt man auch Eidechsen zu sehen, dazu kleinere Raubvogelarten wie den Habicht.

## Geschichte
Während der Inka-Herrschaft im 13. Jahrhundert überquerte Yáhuar Huácac die Kordillere mit 15.000 Mann und eroberte die Region am Amaru Mayu, dem heutigen Río Madre de Dios. Ein Jahrhundert später folgte der Inka Túpac Yupanqui mit 10.000 Mann den Spuren seines Urgroßvaters hinab in die Region Beni im Amazonas-Tiefland. Später entsandte Yupanquis Sohn, Huayna Cápac, seinen General Hurcu Huaranca mit weiteren 10.000 Mann in die Region.
Nach den Eroberungszügen der Spanier auf der Suche nach dem berühmten Patití oder El Dorado gründete 1573 der Gouverneur der Provinz Arexaca (heute: Provinz Larecaja), Juan Álvarez de Maldonado, die Stadt Apolo und erforschte als erster Spanier die Region.

## Wandern
Es gibt eine gängige 5-tägige Durchquerungsmöglichkeit des Gebietes von Pelechuco nach Curva. Hierbei müssen mehrere Pässe um 5000 Meter überwunden werden. Mangels Unterkünften ist die Tour nur mit Zelten und Tragtieren zu bewerkstelligen. Teile des Weges sind nur für trittsichere Wanderer geeignet, großenteils werden aber Fahrwege genutzt, die die wenigen verbliebenen Goldminen erschließen.